# Pasta mantegada
En cuina, la pasta mantegada o pasta fina és una de les pastes de base de la pastisseria. S'utilitza per a fer bases de tartes o pastissos.
Es compon de farina, mantega, sucre, sovint ous i sal.
De vegades pot contenir fruita seca en pols (ametlles, avellanes, festucs, nous, cacau, etc.).
Es diferencia de la pasta ensucrada pel fet que la mantega s'incorpora a la preparació barrejant-la en dauets amb la farina i no pas treballant-la en fred amb sucre. La mantega envolta així cada gra de farina i sucre, la qual cosa fa que després de la cocció els grans no s'uneixin del tot, la qual cosa dona la textura sorrenca (en francès rep el nom de pâte sablée, és a dir 'pasta sorrenca').
Els ous s'afegeixen abans d'incorporar la farina.